# Ofensiva Rusă
Ofensiva Rusă (în rusă Русский Прорыв, "Russki prorîv") a fost un săptămânal independent din  Tiraspol, Transnistria, Republica Moldova. 
Publicația a fost fondată în anul 2007 pe baza săptămânalului "Russki Rubez" , "Prorîv!", "Novi Dnestrovski Curier".
Ofensiva Rusă în limba rusă apare în fiecare zi de joi, cu un tiraj de peste 10000 de exemplare, are 12 de pagini color și alb-negru.
Ofensiva Rusă a fost editat de Partidul Popular Democrat „Prorîv” din Transnistria în perioada 2007-2012.

## Listă de redactori-șef
- Roman Conopliov - primul redactor-șef